# DDR-Meisterschaften im Turnen 1979

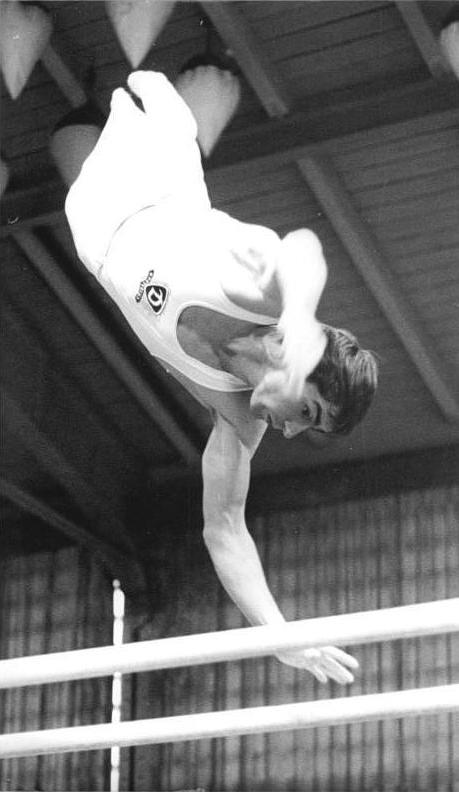
Mehrkampfmeister Roland Bruckner vom SC Dynamo Berlin, errang seinen vierten Titel in Folge.

Die DDR-Meisterschaften im Turnen wurden 1979 zum 30. Mal ausgetragen und fanden vom 30. September bis 5. Oktober in Schwedt/Oder statt. Im Mehrkampf sicherten sich Roland Brückner und Regina Grabolle beide vom SC Dynamo Berlin den Titel. Für Brückner war es bereits sein vierter Titel in Folge. In den Gerätefinals gingen weitere acht von zehn möglichen Titeln an die Turner vom SC Dynamo Berlin, die somit auch die erfolgreichste Mannschaft dieser Titelkämpfe stellte.

## Männer
Mehrkampfprogramm: 30. September Pflicht, 1. Oktober Kür und 3. Oktober Mehrkampffinale

### Mehrkampf
Roland Brückner der nach dem Pflichtprogramm in Führung lag, musste diese nach der Kür an seinen Vereinskameraden Michael Nikolay abtreten. Im Mehrkampffinale konnte der Titelverteidiger bereits am ersten Gerät die Führung wieder übernehmen und baute seinen Vorsprung bis zum letzten Gerät kontinuierlich aus.
| Pl. | Name               | Verein           | Punkte  |
| --- | ------------------ | ---------------- | ------- |
| 1   | Roland Brückner    | SC Dynamo Berlin | 111,375 |
| 2   | Michael Nikolay    | SC Dynamo Berlin | 110,200 |
| 3   | Lutz Mack          | SC Chemie Halle  | 109,512 |
| 4   | Lutz Hoffmann      | SC Dynamo Berlin | 109,225 |
| 5   | Ralf-Peter Hemmann | SC DHfK Leipzig  | 107,887 |
| 6   | Andreas Bronst     | SC DHfK Leipzig  | 107,562 |

### Gerätefinals
Datum: 5. Oktober

Michael Nikolay sicherte sich im Gerätefinale zwei Titel. Neben dem am Reck konnte er seinen Titel am Pauschenpferd aus dem Vorjahr erfolgreich verteidigen. Dieses gelang auch Lutz Mack an den Ringen und Ralf-Peter Hemmann am Barren. Die beiden anderen Titel sicherten sich Mehrkampfmeister Roland Brückner im Sprung und Lutz Hoffmann am Boden.

#### Boden
| Pl. | Name            | Verein               | Punkte |
| --- | --------------- | -------------------- | ------ |
| 1   | Lutz Hoffmann   | SC Dynamo Berlin     | 18,800 |
| 2   | Roland Brückner | SC Dynamo Berlin     | 18,750 |
| 3   | Bernd Jensch    | ASK Vorwärts Potsdam | 18,425 |
| 4   | Michael Nikolay | SC Dynamo Berlin     | 18,200 |
| 4   | Lutz Mack       | SC Chemie Halle      | 18,200 |
| 6   | Andreas Bronst  | SC DHfK Leipzig      | 18,175 |
| 7   | Juri Robel      | SC Dynamo Berlin     | 18,025 |
| 8   | Hubert Brylok   | SC Chemie Halle      | 14,800 |

#### Pauschenpferd

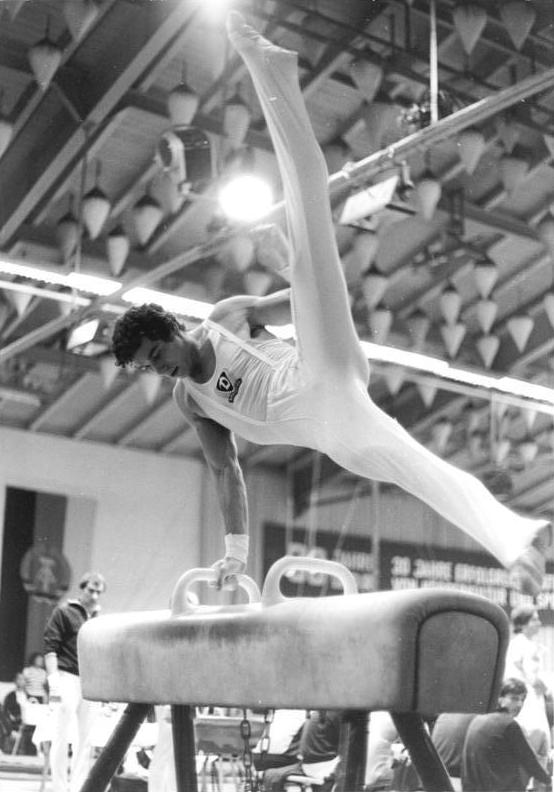
Michael Nikolay verteidigte seinen Titel am Pauschenpferd erfolgreich.

| Pl. | Name            | Verein               | Punkte |
| --- | --------------- | -------------------- | ------ |
| 1   | Michael Nikolay | SC Dynamo Berlin     | 19,325 |
| 2   | Andreas Koch    | SC Chemie Halle      | 18,650 |
| 3   | Lutz Hoffmann   | SC Dynamo Berlin     | 18,265 |
| 4   | Roland Brückner | SC Dynamo Berlin     | 18,250 |
| 5   | Matzk           | SC Dynamo Berlin     | 18,200 |
| 6   | Andreas Bronst  | SC DHfK Leipzig      | 17,750 |
| 7   | Bernd Jensch    | ASK Vorwärts Potsdam | 17,700 |
| 8   | Lutz Mack       | SC Chemie Halle      | 17,625 |

#### Ringe
| Pl. | Name               | Verein               | Punkte |
| --- | ------------------ | -------------------- | ------ |
| 1   | Lutz Mack          | SC Chemie Halle      | 18,425 |
| 2   | Andreas Hirsch     | SC Dynamo Berlin     | 18,350 |
| 3   | Roland Brückner    | SC Dynamo Berlin     | 18,275 |
| 4   | Bernd Jensch       | ASK Vorwärts Potsdam | 17,950 |
| 5   | Ralf-Peter Hemmann | SC DHfK Leipzig      | 17,700 |
| 6   | Michael Nikolay    | SC Dynamo Berlin     | 17,650 |
| 7   | Lutz Hoffmann      | SC Dynamo Berlin     | 17,575 |
| 8   | Jürgen Nikolay     | SC Dynamo Berlin     | 16,700 |

#### Sprung
| Pl. | Name               | Verein               | Punkte |
| --- | ------------------ | -------------------- | ------ |
| 1   | Roland Brückner    | SC Dynamo Berlin     | 18,825 |
| 2   | Lutz Hoffmann      | SC Dynamo Berlin     | 18,525 |
| 3   | Juri Robel         | SC Dynamo Berlin     | 18,500 |
| 4   | Lutz Mack          | SC Chemie Halle      | 18,487 |
| 4   | Ralf-Peter Hemmann | SC DHfK Leipzig      | 18,487 |
| 6   | Bernd Jensch       | ASK Vorwärts Potsdam | 18,425 |
| 7   | Andreas Bronst     | SC DHfK Leipzig      | 18,212 |
| 7   | Vogel              | SC DHfK Leipzig      | 18,212 |

#### Barren
| Pl. | Name               | Verein           | Punkte |
| --- | ------------------ | ---------------- | ------ |
| 1   | Ralf-Peter Hemmann | SC DHfK Leipzig  | 19,050 |
| 2   | Andreas Bronst     | SC DHfK Leipzig  | 19,000 |
| 3   | Michael Nikolay    | SC Dynamo Berlin | 18,675 |
| 4   | Roland Brückner    | SC Dynamo Berlin | 18,650 |
| 5   | Lutz Hoffmann      | SC Dynamo Berlin | 18,275 |
| 6   | Lutz Mack          | SC Chemie Halle  | 18,225 |
| 7   | Friedhard Beck     | SC Chemie Halle  | 17,825 |
| 8   | Andreas Hirsch     | SC Dynamo Berlin | 17,075 |

#### Reck
| Pl. | Name               | Verein           | Punkte |
| --- | ------------------ | ---------------- | ------ |
| 1   | Michael Nikolay    | SC Dynamo Berlin | 18,800 |
| 2   | Lutz Hoffmann      | SC Dynamo Berlin | 18,675 |
| 3   | Ralf-Peter Hemmann | SC DHfK Leipzig  | 18,575 |
| 4   | Roland Brückner    | SC Dynamo Berlin | 17,825 |
| 5   | Jürgen Nikolay     | SC Dynamo Berlin | 17,600 |
| 6   | Andreas Bronst     | SC DHfK Leipzig  | 17,350 |
| 7   | Friedhard Beck     | SC Chemie Halle  | 17,025 |
| 8   | Lutz Mack          | SC Chemie Halle  | 16,375 |

## Frauen

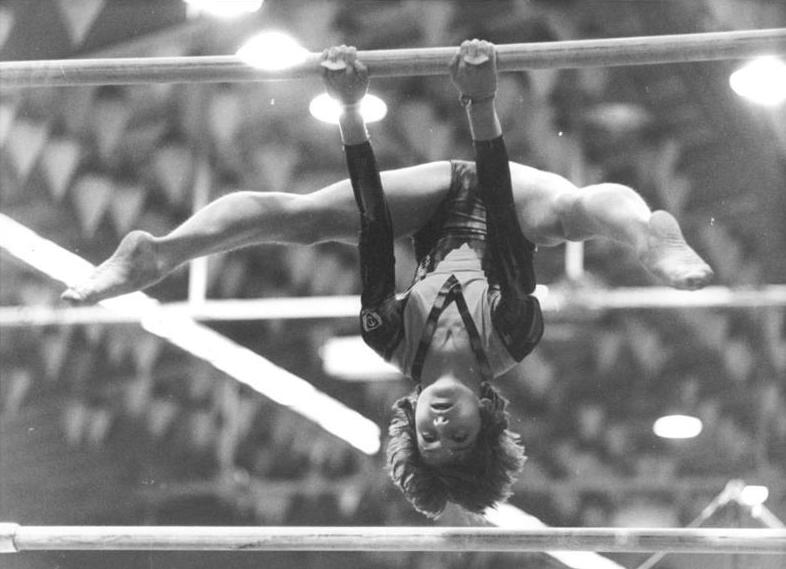
Regina Grabolle gewann den Titel im Mehrkampf.

Mehrkampfprogramm: 30. September Pflicht, 2. Oktober Kür und 4. Oktober Mehrkampffinale

### Mehrkampf
Regina Grabolle die bereits nach Pflicht und Kür in Führung lag, sicherte sich im Mehrkampffinale mit 39,80 von 40 möglichen Punkten ihren ersten Mehrkampftitel. Die 14-Jährige ist damit die jüngste DDR-Meisterin, die diesen Titel im Turnen gewann. Maxi Gnauck die nach der Kür einen Rückstand von 0,05 Punkten hatte, büßte im Mehrkampffinale ihre Titelhoffnungen nach einem Sturz vom Balken ein.
| Pl. | Name             | Verein                    | Punkte |
| --- | ---------------- | ------------------------- | ------ |
| 1   | Regina Grabolle  | SC Dynamo Berlin          | 78,600 |
| 2   | Maxi Gnauck      | SC Dynamo Berlin          | 77,425 |
| 3   | Katharina Rensch | TSC Berlin                | 76,800 |
| 4   | Steffi Kräker    | SC Leipzig                | 75,675 |
| 5   | Franka Voigt     | ASK Vorwärts Frankfurt/O. | 75,075 |
| 6   | Birgit Süß       | SC Chemie Halle           | 74,800 |

### Gerätefinals
Datum: 5. Oktober

Im Gerätefinale teilte sich das Dynamo-Duo Regina Grabolle und Maxi Gnauck die vier Titel. Grabolle sicherte sich den Sieg im Sprung und am Schwebebalken, wo sie für ihre fehlerfreie Kür die Höchstnote 10 erhielt. Gnauck siegte am Stufenbarren, wo sie auch die Höchstnote 10 bekam und am Boden.

#### Sprung
| Pl. | Name             | Verein           | Punkte |
| --- | ---------------- | ---------------- | ------ |
| 1   | Regina Grabolle  | SC Dynamo Berlin | 19,450 |
| 2   | Maxi Gnauck      | SC Dynamo Berlin | 19,175 |
| 3   | Katharina Rensch | TSC Berlin       | 18,950 |
| 4   | Jana Wiersbicki  | SC Chemie Halle  | 18,550 |
| 4   | Münnich          | SC Leipzig       | 18,550 |
| 6   | Susanne Schön    | SC Chemie Halle  | 18,525 |
| 7   | Steffi Kräker    | SC Leipzig       | 18,275 |
| 7   | Birgit Süß       | SC Chemie Halle  | 18,275 |

#### Stufenbarren
| Pl. | Name             | Verein                    | Punkte |
| --- | ---------------- | ------------------------- | ------ |
| 1   | Maxi Gnauck      | SC Dynamo Berlin          | 19,900 |
| 2   | Steffi Kräker    | SC Leipzig                | 19,625 |
| 3   | Regina Grabolle  | SC Dynamo Berlin          | 19,375 |
| 4   | Franka Voigt     | ASK Vorwärts Frankfurt/O. | 19,275 |
| 5   | Münnich          | SC Leipzig                | 19,125 |
| 6   | Kerstin Klotzek  | ASK Vorwärts Frankfurt/O. | 19,000 |
| 7   | Katharina Rensch | TSC Berlin                | 18,975 |
| 8   | Birgit Süß       | SC Chemie Halle           | 18,500 |

#### Schwebebalken
| Pl. | Name             | Verein                    | Punkte |
| --- | ---------------- | ------------------------- | ------ |
| 1   | Regina Grabolle  | SC Dynamo Berlin          | 19,500 |
| 2   | Franka Voigt     | ASK Vorwärts Frankfurt/O. | 19,350 |
| 3   | Steffi Kräker    | SC Leipzig                | 18,925 |
| 3   | Birgit Süß       | SC Chemie Halle           | 18,925 |
| 5   | Maxi Gnauck      | SC Dynamo Berlin          | 18,800 |
| 6   | Katharina Rensch | TSC Berlin                | 18,725 |
| 7   | Annett Lindner   | SC Chemie Halle           | 18,175 |
| 7   | Karola Sube      | SC Dynamo Berlin          | 18,175 |

#### Boden
| Pl. | Name             | Verein                    | Punkte |
| --- | ---------------- | ------------------------- | ------ |
| 1   | Maxi Gnauck      | SC Dynamo Berlin          | 19,750 |
| 2   | Regina Grabolle  | SC Dynamo Berlin          | 19,500 |
| 3   | Katharina Rensch | TSC Berlin                | 19,325 |
| 4   | Annett Lindner   | SC Chemie Halle           | 19,100 |
| 5   | Steffi Kräker    | SC Leipzig                | 18,875 |
| 6   | Jana Wiersbicki  | SC Chemie Halle           | 18,825 |
| 7   | Kerstin Klotzek  | ASK Vorwärts Frankfurt/O. | 18,550 |
| 8   | Birgit Süß       | SC Chemie Halle           | 18,175 |

## Medaillenspiegel
| Platz | Verein | Verein                    | Gold | Silber | Bronze | Total |
| ----- | ------ | ------------------------- | ---- | ------ | ------ | ----- |
| 1     |        | SC Dynamo Berlin          | 10   | 8      | 5      | 23    |
| 2     |        | SC Chemie Halle           | 1    | 1      | 2      | 4     |
| 3     |        | SC DHfK Leipzig           | 1    | 1      | 1      | 3     |
| 4     |        | SC Leipzig                | –    | 1      | 1      | 2     |
| 5     |        | ASK Vorwärts Frankfurt/O. | –    | 1      | –      | 1     |
| 6     |        | TSC Berlin                | –    | –      | 3      | 3     |
| 7     |        | ASK Vorwärts Potsdam      | –    | –      | 1      | 1     |
|       | Total  | Total                     | 12   | 12     | 13     | 37    |